# 降服魔女的手段
《降服魔女的手段》（羅馬化：Yuttakarn Prab Nang Marn），又名《想和魔女谈恋爱》，是由平采娜·乐维瑟派布恩（Baifern）与协塔朋·平朋（Tao）领衔主演，2018年11月14日起每周三至周四每晚间8时10分至9时25分在泰国GMM 25与Viu播出的泰国浪漫爱情喜剧。播出后获得观众喜爱，反应良好，电视台也在官方Youtube频道「GMM25Thailand」上传完整剧集，总观看次数已超过1亿次。
剧集首集于2019年10月18日星期四在爱奇艺、哔哩哔哩和优酷开播（中泰联播）。2019年12月18日至2020年1月23日期间则在菲律宾的GMA网络播出，标题为《The Wicked Angel》。

## 演员阵容
- 平采娜·乐维瑟派布恩 饰演 拉帕（Rampapat／Rampa），性格暴躁易怒，因总是尖叫和发脾气导致她频繁更换秘书。
- 协塔朋·平朋 饰演 育塔（Yuttakarn／Yut），男秘书，为了还债而面试成为拉帕的秘书。
- 拉帕莎拉达·翠格 饰演 帕维达（Paweeda），拉帕后妈。
- 娜拉·帖努啪 饰演 诺达（Paphada／Da），拉帕后妈的女儿。
- 佩泰·松楚瓦 饰演 罗纳柴（Ronnachai），拉帕的父亲，泰国影业董事长。
- 大卫·亚沙维侬 饰演 弗兰克（Frank），暹罗影业的创立人，曾在泰国影业工作。
- 拉玛瓦迪·斯莉苏卡化 饰演 奥恩（Orathai／Orn），拉帕的阿姨。
- 帕拉查功·皮亚萨库乔 饰演 西蒙杨（Simon），明星。
- Kittiphong Tantichinanon
- 缓乐莉·格隆格侬 饰演 Laor（客串）
- 瓦奇拉维特·奇瓦雷 饰演 Tuanote（客串）